# Нагорная (Мордовия)
Нагорная — деревня в составе Такушевского сельского поселения Теньгушевского района Республики Мордовия.

## География
Находится на расстоянии примерно 14 километров по прямой на востоко-юго-восток от районного центра села Теньгушево.

## Население
Постоянное население составляло 160 человек (русские 97 %) в 2002 году, 135 в 2010 году.